# Costa del Sol Occidental
La comarque Costa del Sol Occidental est l’une des 9 comarques de la province de Malaga, situé dans le sud de l’Espagne.

## Communes
Liste des neuf communes composant la comarque Costa del Sol Occidental appartenant à la province de Malaga (Espagne) :
- Benahavís
- Benalmádena
- Casares
- Estepona
- Fuengirola
- Manilva
- Marbella
- Mijas
- Torremolinos